# ザルビンツィ文化

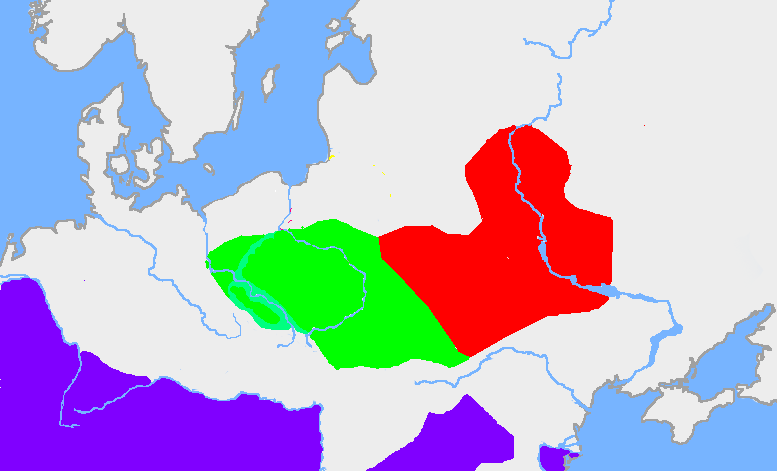
古代の東部スラヴ人文化であるザルビンツィ文化（赤）と西部スラヴ人文化であるプシェヴォルスク文化（黄緑）とのおおまかな位置関係

ザルビンツィ文化（ザルビンツィぶんか、ウクライナ語: Зарубинецька культура, 英語: Zarubintsy Culture）は前3-2世紀ごろから1世紀ごろにプシェヴォルスク文化の東方、現在のウクライナ北部からベラルーシ南部にかけてのいわゆるドニエプル川上流地方に繁栄した文化。名称は、ウクライナのチェルカースィ州ザルービネツィ村で発見された遺跡にちなむ。南方のチェルニャコヴォ文化の系統の地方文化が拡大してくる3世紀まで続いた。その基本的な内容はプシェヴォルスク文化と非常に似通っており、プシェヴォルスク文化の東方版ともいえ、その地理的範囲と河川等の名称からスラヴ人の文化であることが推定されている。スキタイ人やサルマタイ人のステップ地帯の文化、さらにはネウロイ人の森林地帯の文化（前7世紀-1世紀の東バルト系文化と推定されるミログラード文化）の影響が見られる。
500ほどの集落や墓地が発掘されている。集落は防御の措置がまったく採られていない開けたものもあれば、丘の上に作られたうえ様々な防御の仕掛けがあるものもある。後者は東方からイラン系遊牧民のサルマタイ人がやってきて村を荒らすようになった結果、地元の人々が自らの生命や財産を守るために丘の上の小城塞に移り住むようになったと推測される。一つの集落はそれぞれ12-16平方メートル程度の小規模な家々10-15戸ほどから構成されている。
初期から大規模な混合農業を中心とした経済で、小麦、大麦、ライ麦、雑穀一般、エンドウ豆、レンズ豆、さや豆一般、麻、亜麻などを栽培していた。周囲の自然には豊かな動物相が見られ、人々は農業の他に盛んに狩猟をし、獲物の皮を交易品としてすぐ南方の黒海沿岸の都市群で売っていたようである。この経済構造はザルビンツィ文化の前のチェルノレス文化時代からこの同じ地域一帯に見られている。火葬の習慣があり、初期は地面に掘った穴に直接遺灰を埋めていたようであるが、のちに骨壺を用いることが一般化した。